# American Community Survey
De American Community Survey (ACS) is een sinds 2005 lopende volkstelling door het United States Census Bureau, de Amerikaanse overheidsdienst voor volkstellingen. De ACS is een aanvulling op de United States Census en verzamelt informatie over onder meer herkomst, burgerschap, opleidingsniveau, inkomen, talenkennis, migratie, handicap, werk en huisvesting. De ACS is werkzaam in de 50 Amerikaanse staten, Washington D.C. en Puerto Rico, maar niet in Amerikaans-Samoa, Guam, de Noordelijke Marianen of de Amerikaanse Maagdeneilanden.
De American Community Survey werd in de jaren 1990 bedacht als alternatief voor extra bijlagen bij de tienjaarlijkse volkstelling. Sommige vragen kwamen daarvoor aan bod in die volkstelling, maar maakten ze tijdrovend en moeilijk. Tegelijk ervoeren onder andere lokale besturen en bedrijven de nood aan meer actuele en gedetailleerde bevolkingsgegevens. Na tien jaar testen werd de ACS gelanceerd in 2005. Het Census Bureau stuurt de enquête elke maand uit naar zo'n 295.000 huishoudens.
Het Census Bureau aggregeert individuele resultaten in schattingen op verschillende geografische niveaus, zoals staten, county's, congresdistricten en kleinere statistische eenheden. De data worden vrijgegeven per jaar voor plaatsen met een bevolking van minstens 65.000 mensen of geaggregeerd over 5 jaar voor plaatsen met een kleiner inwonertal.